# Самсони
Самсо́ни — село в Україні, у Остерській міській громаді Чернігівського району Чернігівської області. Населення становить 61 особу. До 2016 орган місцевого самоврядування — Остерська міська рада.

## Археологічні пам'ятки
Поблизу села на високому (10 м) мисі правого берега річки Остер відкрито С. С. Березанською у 1967 р. поселення трипільської культури, при зачистці берегових урвищ встановлено наявність потужного культурного шару. Пам'ятка належить до софіївського типу етапу СІІ.

## Історія
Перша документальна згадка про село датована 1766 роком — у Рум'янцевському переписі зафіксовано, що тут були 23 козацькі двори, де проживали 95 жителів. Крім цього в абшитованого генерального обозного Йосипа Закревського тут був один двір на 4 хати, де жили 10 його підданих, та військовий товариш Ханенко мав 1 двір на 2 хати. Також у селі жили 11 підсусідків.
Під час Голодомору загинули 10 мешканців села.
12 червня 2020 року, відповідно до розпорядження Кабінету Міністрів України № 730-р «Про визначення адміністративних центрів та затвердження територій територіальних громад Чернігівської області», увійшло до складу Остерської міської громади.
19 липня 2020 року, в результаті адміністративно — територіальної реформи та ліквідації колишнього Козелецького району, село увійшло до складу новоутвореного Чернігівського району Чернігівської області.

## Населення

### Мова
Розподіл населення за рідною мовою за даними перепису 2001 року:
| Мова       | Кількість | Відсоток |
| ---------- | --------- | -------- |
| українська | 103       | 98.1%    |
| російська  | 2         | 1.9%     |
| Усього     | 105       | 100%     |